# Келмецуй (Молдова)
Келмецуй (рум. Călmățui) — село у Гинчештському районі Молдови. Утворює окрему комуну.

## Населення
За даними перепису населення 2004 року у селі проживали 1508 осіб.
Національний склад населення села:
| Національність   | Кількість осіб | Відсоток   |
| ---------------- | -------------- | ---------- |
| молдавани румуни | 1471 2         | 97,5% 0,1% |
| українці         | 24             | 1,6%       |
| росіяни          | 11             | 0,7%       |
| Всього           | 1508           | 100%       |